# Rudolf Maus (Offizier)
Alfons Rudolf Maus (* 18. April 1958 in Trier) ist ein Brigadegeneral der Luftwaffe der Bundeswehr außer Dienst. Er war von 5. Januar 2015 bis Oktober 2020 in letzter Verwendung Director of Logistics Operations in der NATO Support and Procurement Agency, in Capellen/Luxemburg.

## Militärische Laufbahn

### Ausbildung und erste Verwendungen
Maus trat 1978 nach seinem Abitur als Offizieranwärter in die Bundeswehr ein beim Luftwaffenausbildungsregiment 3 in Roth ein. Nach Abschluss der Grundausbildung wurde er zum Offizierlehrgang nach Fürstenfeldbruck an die Offizierschule der Luftwaffe versetzt. Im Herbst 1979 nahm Maus das Studium der Luft- und Raumfahrttechnik an der Universität der Bundeswehr München auf und schloss dieses 1983 als Diplom-Ingenieur ab. Nach dem Studium wurde er zum Jagdbombergeschwader 33 in Büchel versetzt. Dort diente er bis 1991 als Technischer Offizier sowie als Einsatzoffizier.

### Generalstabsausbildung und Dienst als Stabsoffizier
Von 1991 bis 1993 absolvierte Maus den Generalstabslehrgang an der Führungsakademie der Bundeswehr in Hamburg. Nach diesem Lehrgang war er als Leiter der Stabsabteilung A1 (Personal) beim Kommando 2. Luftwaffendivision in Birkenfeld eingesetzt. 1995 wechselte er als Referent Personalplanung Luftwaffe zum Führungsstab der Luftwaffe (FüL I) beim Bundesministerium der Verteidigung in Bonn. Im Anschluss daran erhielt er 1997 ein Truppenkommando als Kommandeur der Technischen Gruppe des Jagdbombergeschwaders 33. Im Jahr 1999 wurde er erneut auf die Bonner Hardthöhe zum Führungsstab der Luftwaffe versetzt und war dort bis 2001 Referent Grundsatz Luftwaffenrüstung/-Forschung & Technologie/-Studien (FüL II).
Nach dieser Verwendung führte ihn sein Weg nach Köln-Wahn, wo Maus bis 2003 Leiter der Stabsabteilung A3 (Einsatz, Übung, Planung und Organisation) des Luftwaffenamtes war. Danach war er 2004 Assistant Chief of Staff Logistics (ACOS A4), also Leiter der Stabsabteilung A4 (Logistik) im NATO-Hauptquartier der Alliierten Luftstreitkräfte Europa Nord in Ramstein. Im Jahr 2005 war er Lehrgangsteilnehmer am Royal College of Defence Studies (RCDS) in London/Vereinigtes Königreich. Anschließend erhielt er 2006 ein weiteres Truppenkommando und wurde Regimentskommandeur des Logistikregiments 46 im rheinland-pfälzischen Diez. Erneut wurde Maus 2009 zum Bundesministerium der Verteidigung nach Bonn versetzt, diesmal zum Führungsstab der Streitkräfte als Referatsleiter Organisation Streitkräfte.

### Generalsverwendungen
2010 folgte die Versetzung zum Streitkräfteunterstützungskommando in Köln-Wahn als Abteilungsleiter Logistik. Verbunden mit diesem Dienstposten war die Ernennung zum Brigadegeneral am 1. Oktober 2010. Zum 1. Januar 2013 folgte er Brigadegeneral Hermann Muntz als General Luftwaffenrüstung und Stellvertretender Kommandeur Waffensystemkommando der Luftwaffe, ebenfalls in Köln-Wahn.
Am 16. April 2013 wurde ihm die Führung des Waffensystemkommandos der Luftwaffe bis zu dessen Auflösung im Juni 2013 übertragen, nachdem der Kommandeur, Generalmajor Günter May, in den Ruhestand trat. Mit Wirkung vom 30. Juni 2013 wurde das Waffensystemkommando der Luftwaffe, im Rahmen der Neustrukturierung der Bundeswehr, aufgelöst. Zum 1. Juli 2013 wurde Maus dann im Kommando Unterstützungsverbände Luftwaffe zum stellvertretender Kommandeur sowie Kommandeur Logistikverbände.
Zum 5. Januar 2015 wurde Maus Director of Logistics Operations in der NATO Support and Procurement Agency, in Capellen/Luxemburg. Im Oktober 2020 trat Maus nach 42 Dienstjahren in den Ruhestand.

## Privates
Maus ist verheiratet und hat zwei Kinder.